# Kopotten, Värmland
Kopotten är en sjö i Karlskoga kommun i Värmland och ingår i Göta älvs huvudavrinningsområde. Sjön är 6,5 meter djup, har en yta på 0,002 kvadratkilometer och är belägen 210 meter över havet.